# Coux (Charente Marittima)
Coux è un comune francese di 476 abitanti situato nel dipartimento della Charente Marittima nella regione della Nuova Aquitania.

## Società

### Evoluzione demografica
Abitanti censiti